# Irlandzcy posłowie do Parlamentu Europejskiego 1984–1989
Irlandzcy posłowie II kadencji do Parlamentu Europejskiego zostali wybrani w wyborach przeprowadzonych 14 czerwca 1984.

## Lista posłów
Wybrani z listy Fianna Fáil
- Niall Andrews
- Sylvester Barrett
- Gene Fitzgerald
- Jim Fitzsimons
- Seán Flanagan
- Mark Killilea, poseł do PE od 24 marca 1987
- Patrick Lalor
- Eileen Lemass

Wybrani z listy Fine Gael
- Mary Banotti
- Mark Clinton
- Joe McCartin
- Tom O’Donnell
- Chris O’Malley, poseł do PE od 3 czerwca 1986
- Tom Raftery

Wybrany jako kandydat niezależny
- Thomas Joseph Maher

Byli posłowie II kadencji do PE
- Richie Ryan (Fine Gael), do 18 maja 1986
- Ray MacSharry (Fianna Fáil), do 10 marca 1987